# Спіраль

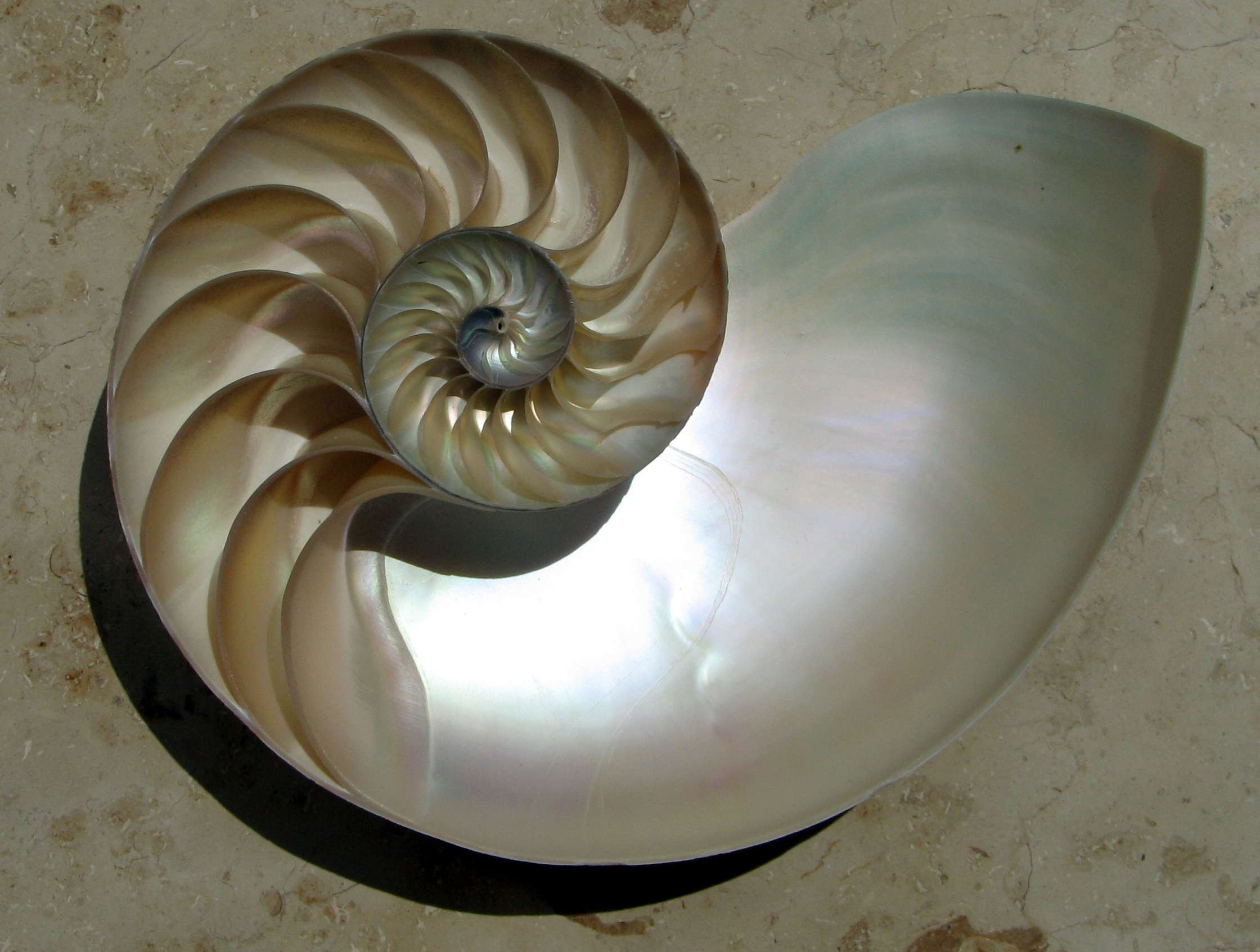
Розріз раковини молюска. Камери мають вигляд подібний до логарифмічної спіралі.

Спіра́ль — крива, що обертається навколо деякої точки, поступово наближаючись або віддаляючись від неї, залежно від того, в якому напрямі рухатись вздовж кривої. До найвідоміших спіралей належить спіраль Архімеда, логарифмічна спіраль, евольвента кола та літуус. Подібно до просторового аналога, гвинтової лінії, спіралі є асиметричні і кожна з них має дві форми, що є відображенням одна одної.